# Renovación Española
Renovación Española va ser un dels partits polítics de la Segona República Espanyola, fundat el 1933 per Antonio Goicochea, José Calvo Sotelo, Pedro Sainz Rodríguez i el comte de Vallellano. Es definia com un partit monàrquic, defensor del llegat d'Alfons XIII i amb un ideari basat en l'opuscle Defensa de la Hispanidad de Ramiro de Maeztu. Comptava amb el suport de coneguts intel·lectuals dretans com José María Pemán, Víctor Pradera, Luis María de Zunzunegui i Luis Martínez de Galinsoga.

Bandera de Renovación Española.

Va tenir una representació a les Corts no gaire important però constant al llarg de les legislatures que configuren la II República. La seva importància es devia al fet que representava els interessos de les classes altes, entre elles l'encara puixant aristocràcia de l'època. A més, recollia part de l'herència del maurisme. El partit va ser liderat d'antuvi per Antonio Goicoechea, fins que el 1934 José Calvo Sotelo tornà al partit i se'n va fer càrrec; aviat passaria a denominar-se Bloque Nacional.
La dreta més extrema davant el govern possibilista de José María Gil-Robles y Quiñones va anar decantant-se cap a la figura de Calvo Sotelo, qui en la primavera de 1936 actuava ja com el líder de les dretes. El partit canvià aleshores el nom pel de Bloque Nacional de cara a les eleccions generals espanyoles de 1936, que com és sabut van donar la victòria al Front Popular (a Catalunya, per Front d'Esquerres).
L'assassinat del seu dirigent el 13 de juliol va ser un dels detonants que van precipitar el pronunciament militar que alhora va donar començament a la Guerra Civil espanyola. Molts d'ells hi van lluitar com a voluntaris (Voluntarios de Renovación Española) en el bàndol franquista.
Entre els seus diputats a les Corts, a més de Calvo i Goicoechea, es troben Ramiro de Maeztu, el comte de Vallellano i Andrés Rebuelta Melgarejo. Manuel de Semprún y Alzurena va ser vicepresident del partit.
A Catalunya va trobar adhesions entre els anomenats membres de la Peña Blanca, com Josep Bertran i Güell, Jordi Girona, el baró de Viver, Santiago Nadal i Lluís de Foronda, i més tard d'alguns membres de la dreta recalcitrant, com Fernando Álvarez de la Compa i el comte de Fígols. Tanmateix, l'hegemonia de la Lliga Catalana va impedir la seva presència fora de l'àrea de Barcelona. Santiago Torent es presentà a les llistes del Front Català d'Ordre a les eleccions de 1936.
Com va passar amb altres partits i moviments polítics, RE va desaparèixer després de l'aprovació del Decret d'Unificació i la formació de la Falange Española Tradicionalista y de las Juntas de Ofensiva Nacional Sindicalista (FET y de las JONS).